# Bolsterlang
Bolsterlang ist eine Gemeinde im Landkreis Oberallgäu und ein Mitglied der Verwaltungsgemeinschaft Hörnergruppe mit Sitz in Fischen im Allgäu. Der Ort ist Mitglied des deutsch-österreichischen Gemeinschaftsprojekts Naturpark Nagelfluhkette.

## Geografie

### Lage
Die Gemeinde liegt im Landkreis Oberallgäu zwischen Sonthofen und Oberstdorf.

Bolsterlang Ortsmitte

Rathaus

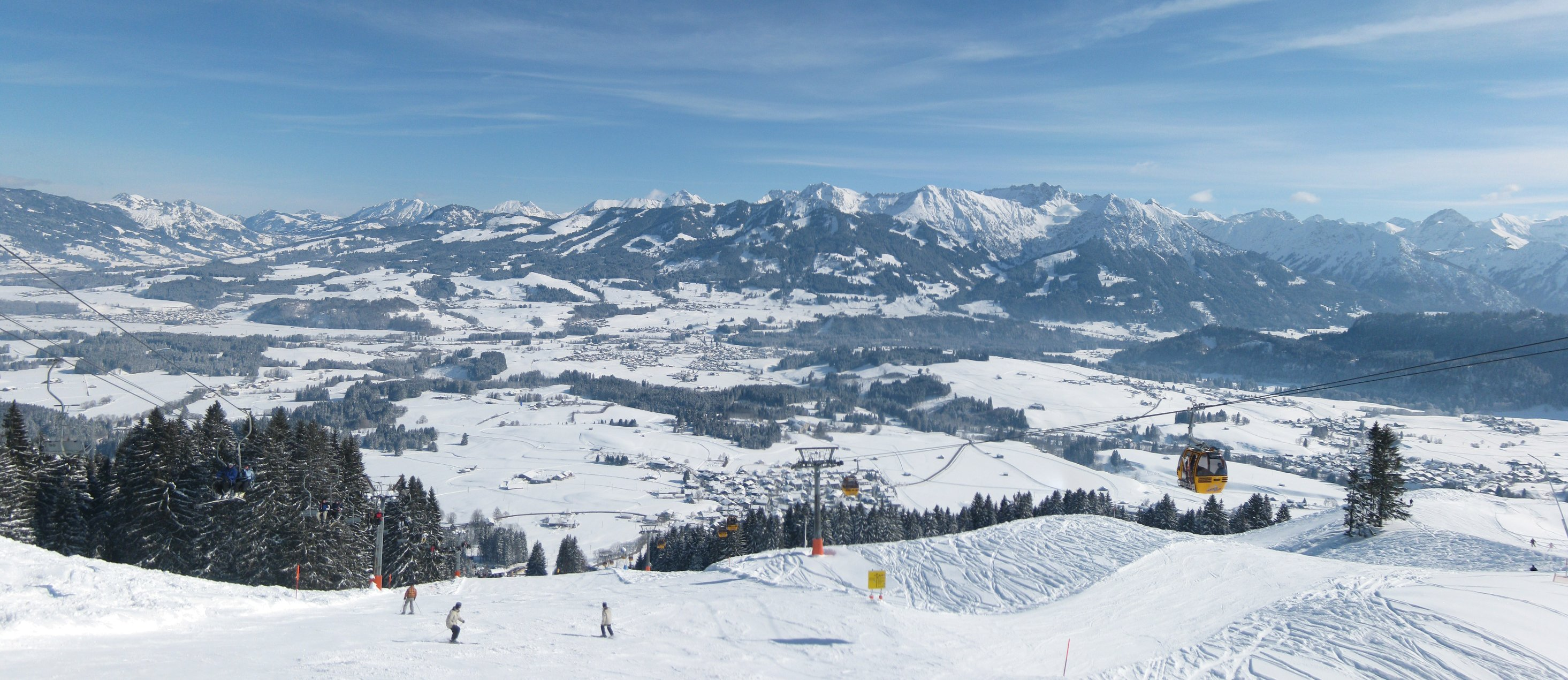
Panoramabild mit Blick von der Mittelstation der Hörnerbahn hinunter nach Bolsterlang und Fischen im Allgäu

### Gemeindeteile
Es gibt neun Gemeindeteile. Um das Kirchdorf Bolsterlang gruppieren sich die Dörfer Dietrichs, Kierwang, Sonderdorf und Untermühlegg. Als Weiler gehören Bauhof, Gundelsberg, Obermühlegg und Riedle dazu.

## Geschichte

### Bis zur Gemeindegründung
1169 übertrug Graf Wolfrad von Veringen eine Taferne an das Kloster St. Georg (Isny). Gleichzeitig übertrug er ein Gut des Priesters Wernher in Bolsterlang an das Kloster Isny.
Bolsterlang gehörte zu Österreich, bevor es endgültig zu Bayern kam. Der Ort war Bestandteil der Grafschaft Königsegg-Rothenfels, die 1804 mit Österreich getauscht wurde und im Frieden von Pressburg 1805 an Bayern fiel. Im Zuge der Verwaltungsreformen in Bayern entstand mit dem Gemeindeedikt von 1818 die heutige Gemeinde.

### Einwohnerentwicklung
| Jahr      | 1961 | 1970 | 1987 | 1991 | 1995 | 2000 | 2005 | 2010 | 2015 |
| --------- | ---- | ---- | ---- | ---- | ---- | ---- | ---- | ---- | ---- |
| Einwohner | 0824 | 0861 | 0865 | 0972 | 1040 | 1020 | 1026 | 1089 | 1069 |

Von 1988 bis 2008 wuchs Bolsterlang um 178 Einwohner (ca. 20 %). Zwischen 1988 und 2018 wuchs die Gemeinde von 894 auf 1126 um 232 Einwohner bzw. um 26 %.

## Politik

### Bürgermeister
2008 wurde Monika Zeller Bürgermeisterin. 2014 wurde sie erneut gewählt. Sie war damit die erste Bürgermeisterin im Landkreis Oberallgäu. Gegen sie leitete die Landesanwaltschaft Bayern im April 2017 ein Ermittlungsverfahren ein, weil sie den Verdacht sah, dass Zeller der Reichsbürgerbewegung nahesteht und damit die Gründung und das Fortbestehen der Bundesrepublik Deutschland sowie die Geltung des Grundgesetzes und der Verfassung des Freistaates Bayern für nichtig erklärt.
Nach Informationen des BR beantragte Zeller einen Staatsangehörigkeitsausweis und hatte 2016 mit zahlreichen Gemeinderäten des Ortes eine Veranstaltung des „Reichsbürgers“ Markus Hailer im Saal des Gemeinderates besucht. Dort wurden wirre Thesen über eine „souveräne Gemeinde“ und den wahrscheinlichen Verlust von Eigentum ohne „Staatsangehörigkeitsausweise“ vertreten. Nach Bekanntwerden demonstrierten etwa 70 Bürger gegen Bürgermeisterin Monika Zeller und die Gemeinderäte, die Staatsangehörigkeitsausweise beantragt hatten. Am 19. Juni 2018 wurde die Bürgermeisterin von der Landesanwaltschaft Bayern suspendiert und Disziplinarklage erhoben. Das Verwaltungsgericht München hob die Suspendierung am 23. Januar 2019 wieder auf. Am 1. Februar 2019 erklärte Zeller ihren sofortigen Rücktritt.
Bei der Neuwahl am 26. Mai 2019 wurde Rolf Walter mit 93 % der abgegebenen Stimmen zum Bürgermeister gewählt.

### Gemeinderat
Bei der Wahl am 15. März 2020 lag nur der Wahlvorschlag der Freien Wählergemeinschaft mit 18 Bewerbern vor. Die zwölf Kandidaten mit den meisten Stimmen erhielten die Sitze zugeteilt.

### Wappen
| Wappen von Bolsterlang | Blasonierung: „In von Blau und Rot gespaltenem Schild eine silberne Glocke, die mit einem von Rot und Gold gerauteten Schildchen belegt ist.“ |
| Wappen von Bolsterlang | Wappenbegründung: Das Hauptmotiv des Wappens ist die alte Glocke der St.-Ottilien-Kapelle in Bolsterlang. Sie trägt das Rautenwappen der Herren von Königsegg und die Inschrift HANS FREI ZU KEMBTEN HAT MICH GOSEN. Unter dem Wappen steht die Jahreszahl 1580. Von dem Glockengießer Hans Frei sind auch noch andere Glocken in Bühl, Thalkirchdorf, Schöllang und Hinterstein überliefert. Die rot-goldenen Raute der Herren von Königsegg sind in das Gemeindewappen übernommen worden. Die Farben Rot und Blau sind die Schildfarben der Herren von Mühlegg, die im 13. Jahrhundert erstmals erwähnt werden und in der Gemeinde zuhause waren. Ihre Stammsitz war die Burg Untermühlegg. Im 14. und 15. Jahrhundert lebte eine Linie der Familie auf der Burg Gundelsberg. Beide Orte liegen im Gemeindegebiet von Bolsterlang. Wappenführung seit 1966. |

## Wirtschaft und Infrastruktur

### Wirtschaft einschließlich Land- und Forstwirtschaft
2019 gab es in der Gemeinde 151 sozialversicherungspflichtige Arbeitsplätze. Von der Wohnbevölkerung standen 436 Personen in einem versicherungspflichtigen Beschäftigungsverhältnis. Damit war die Zahl der Auspendler um 285 Personen größer als die der Einpendler. 16 Einwohner waren arbeitslos. 2016 gab es 35 landwirtschaftliche Betriebe.

### Bildung
Am 1. März 2020 gab es eine Kindertagesstätte mit 50 Plätzen und 37 betreuten Kindern.

### Seilbahnen

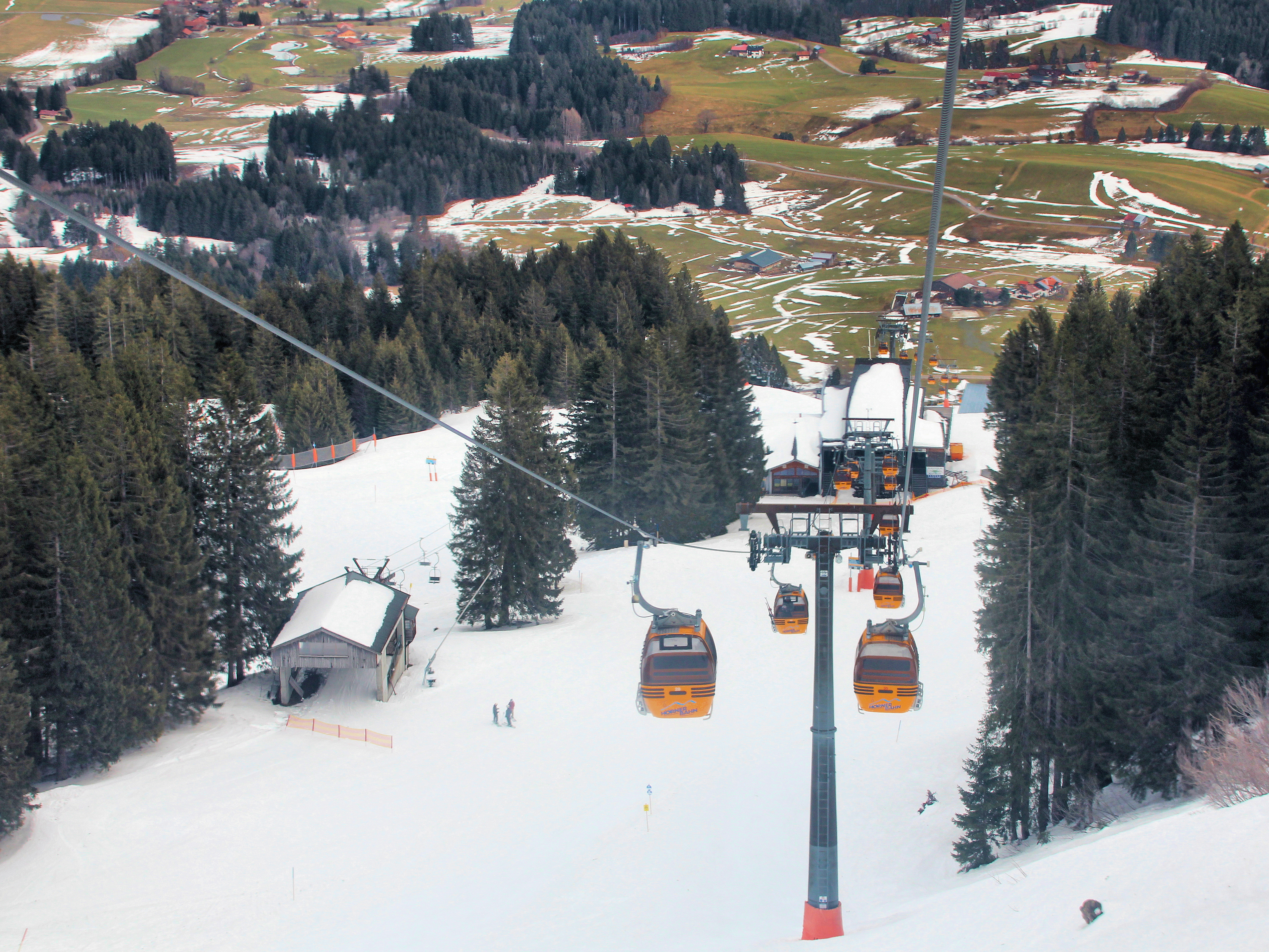
Hörner-Gondelbahn bei Bolsterlang

Die Talstation der Sechser-Gondelbahn Hörnerbahn mit zwei Abschnitten befindet sich am Fuße des Bolsterlanger Horns. Der erste Abschnitt der Bahn führt bis zur Mittelstation in ca. 1350 Meter Höhe, dem Ausgangspunkt verschiedener Wanderwege, unter anderem zum Riedberger Horn. Der zweite Abschnitt führt von der Mittelstation bis zum 1540 Meter hohen Horngrat zwischen Bolsterlanger Horn und Weiherkopf. Damit sind für den Wanderer weitere Gipfel der Allgäuer Hörnergruppe erschlossen, z. B. das Rangiswanger Horn und der Übergang zum Ofterschwanger Horn.
Insgesamt wird bei einer Streckenlänge von 1780 Metern eine Höhendifferenz von 600 Metern überwunden. Die Seilbahn der Hörnerbahn GmbH & Co. KG ist Mittelpunkt des Bolsterlanger Skigebietes.
Im Sommer 2013 wurde der über 40 Jahre alte Weiherkopf-Schlepplift durch eine moderne kuppelbare 6-er Sesselbahn Weiherkopfbahn ersetzt. Am Dorflift wurde ein zusätzlicher Hörni-Tellerlift installiert.

## Persönlichkeiten
- Kathrin Veits-Kick (1909–1997), Malerin, Grafikerin und Bildhauerin
- Maximilian Rueß (1925–1990), Bildhauer; Erschaffer der Brunnenanlage in Schloss Zeil bei Leutkirch
- Rosi Speiser (* 1951), Skirennläuferin
- Stefan Luitz (* 1992), Skirennläufer; Olympiastarter in Sotschi 2014